# Janaúba
Janaúba este un oraș în Minas Gerais (MG), Brazilia.

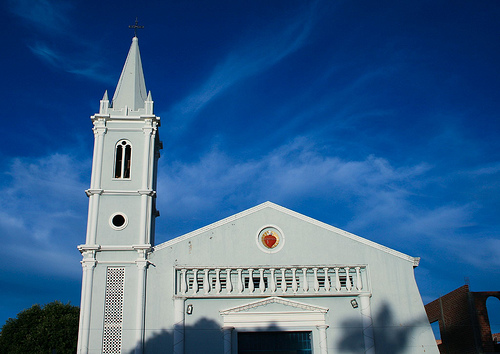